# Kucharzowice
Kucharzowice (deutsch Köchendorf) ist ein Ort in der Stadt- und Landgemeinde Wiązów im Powiat Strzeliński der Woiwodschaft Niederschlesien in Polen.

## Geographie
Das Angerdorf Księżyce liegt drei Kilometer südöstlich von Wiązów (Wansen), etwa 13 Kilometer östlich von Strzelin (Strehlen) und 41 Kilometer südöstlich von Breslau in der Nizina Śląska (Schlesische Tiefebene). Östlich des Dorfes verläuft die Grenze zur Woiwodschaft Opole.
Nachbarorte von Księżyce sind im Nordwesten Janowo (Johnwitz), im Südosten Bąków (Bankau) und im Südwesten Kowalów (Hermsdorf).

## Geschichte

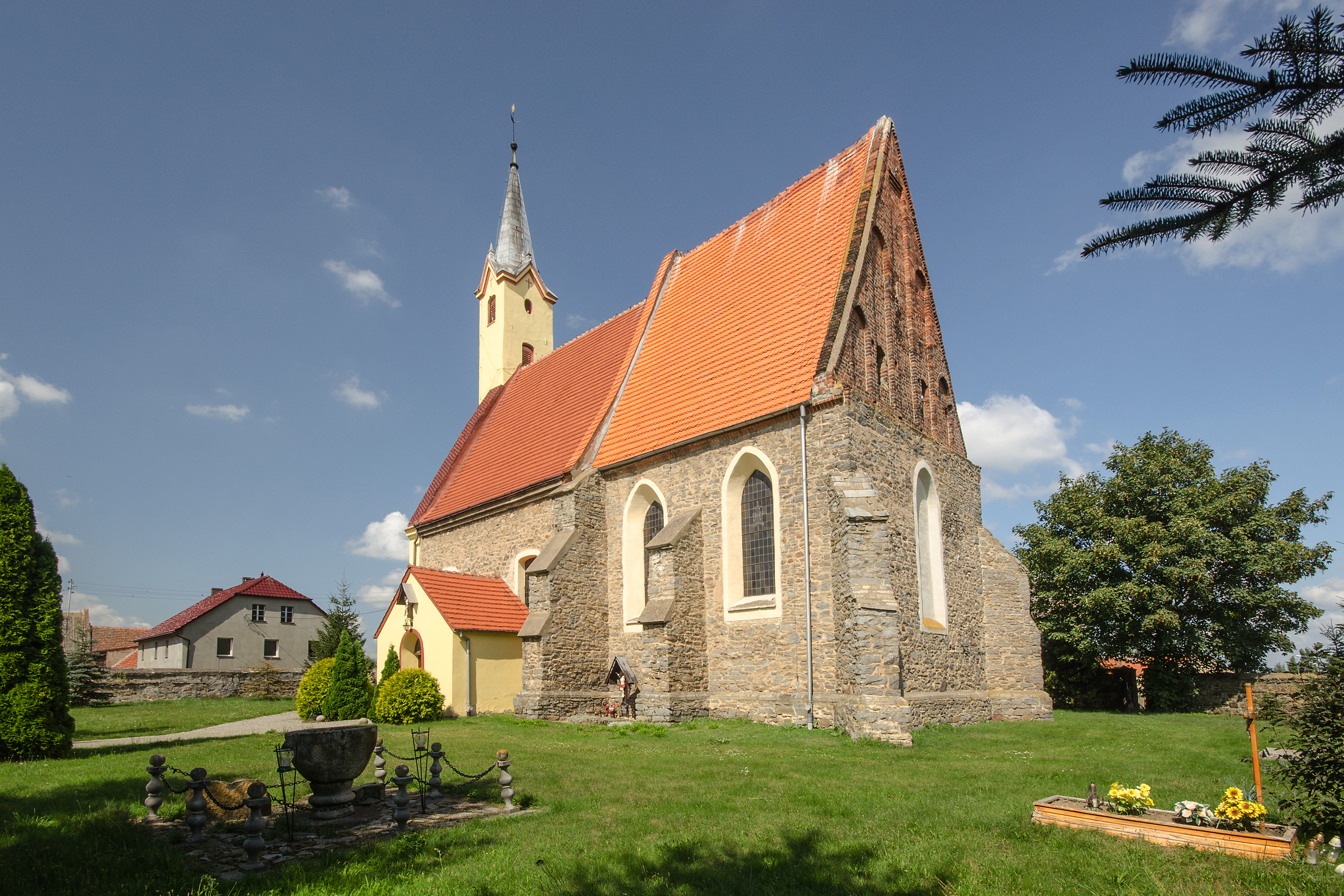
St. Andreas in Kucharzowice

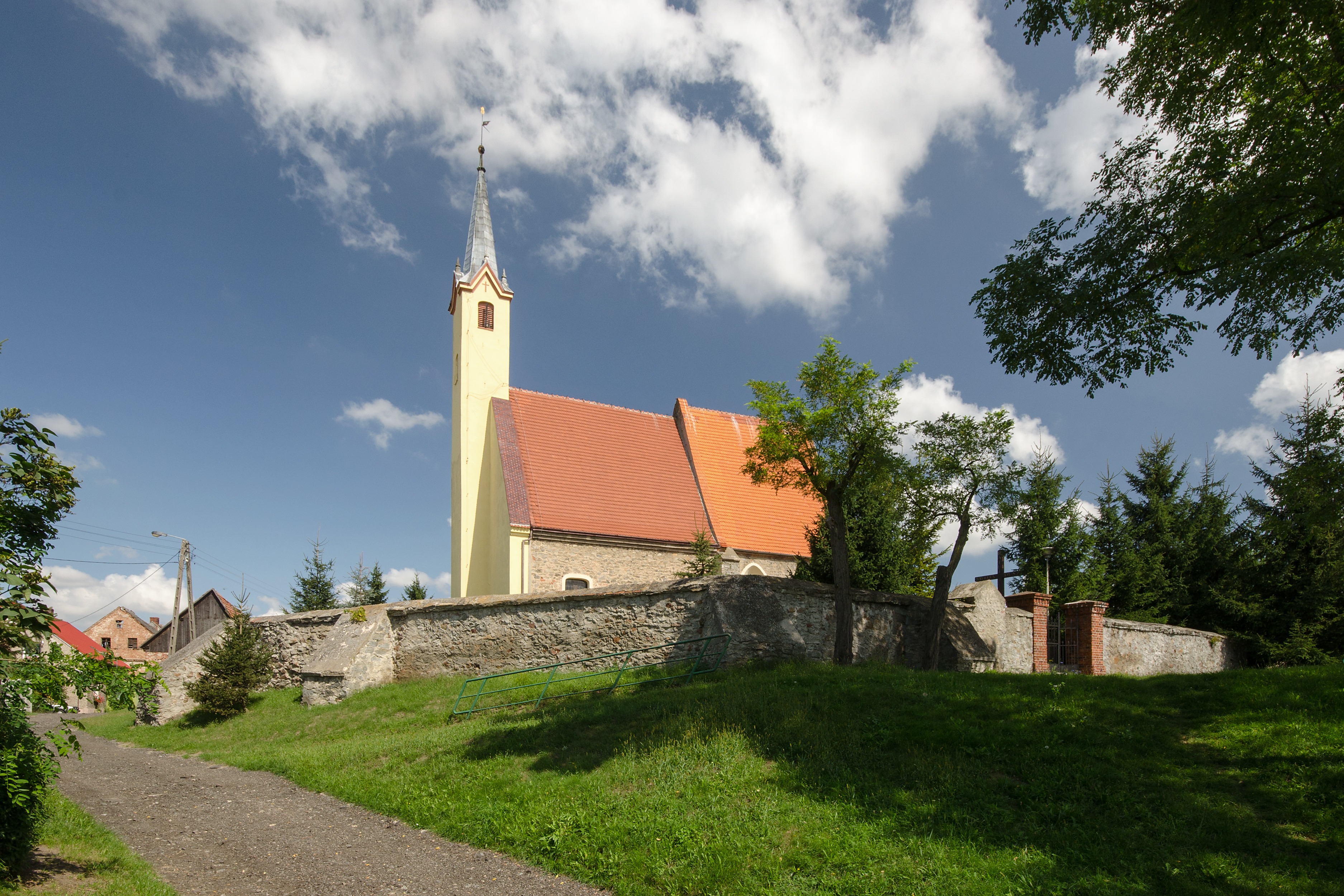
Kirchturm mit Mauer

Der Ort erscheint urkundlich 1346 als „Cochansdorff“, 1359 als „Muchowicz“, 1360 als „Kuchindorf“ und schließlich 1362 als Kocherdorf.
Nach dem Ersten Schlesischen Krieg fiel Köchendorf mit fast ganz Schlesien an Preußen. Köchendorf war bis zur Säkularisation Eigentum des Breslauer Domkapitels und ging darauf in den Besitz des königlichen Rentamtes Ohlau über. Das Dorf bestand früher aus einem großen Dominium, dessen Äcker und Ländereien an örtliche Gärtner verkauft wurden, aus denen Bauerngüter entstanden. Die 4 1/2 Hufen große Erbscholtisei hatte Vorrechte vor allen anderen Bauerngütern. So erhielt sie a. a. von drei Bauern Abgaben. Nachdem die Erbscholtisei der Verpflichtung im Kriegsfall, einen Reiter zu stellen nicht nachkam, übernahm gegen die Zahlung von 16 Talern die Herrschaft diese Verpflichtung. 1783 zählte Köchendorf 2 1/2 Meilen von Ohlau entfernt, eine katholische Kirche und Schule, 22 Bauern, 28 andere Häuser und 312 katholische und Deutsch sprechende Einwohner.
Nach der Neuorganisation der Provinz Schlesien gehörte die Landgemeinde Köchendorf ab 1816 zum Landkreis Ohlau im Regierungsbezirk Breslau. 1845 waren es 75 Häuser, eine Freischoltisei, 431 überwiegend katholische Einwohner (6 evangelisch), evangelische Kirche zu Mechwitz, eine katholische Pfarrkirche unter königlichem und fürstbischöflichem Patronat, zwei Hufen Pfarrwidum, eingepfarrt Deutsch-Breile und Bankau, eine katholische Schule nur für den Ort, eine Windmühle, eine Brau- und Brennerei, ein Kretscham, fünf Leinwebstühle, 21 andere Handwerker, fünf Händler, 1293 Schafe und 275 Rinder. 1874 wurde der Amtsbezirk Knischwitz gegründet, welcher die Landgemeinden Hermsdorf, Knieschwitz, Köchendorf und Marienau und den Gutsbezirk Kanschwitz umfasste. 1885 zählte der Ort 532 Einwohner.
Zum 1. Oktober 1932 wurde der Kreis Ohlau vorübergehend aufgelöst und die Landgemeinde Hermsdorf wurde dem Kreis Strehlen zugeschlagen. 1933 zählte Köchendorf 577, 1939 wiederum 546 Einwohner. Bis 1945 befand sich der Ort im Landkreis Strehlen.
Als Folge des Zweiten Weltkriegs fiel Köchendorf mit dem größten Teil Schlesiens 1945 unter polnische Verwaltung. Nachfolgend wurde es durch die polnische Administration in Kucharzowice umbenannt. Die Einwohner wurden größtenteils vertrieben. Die neu angesiedelten Bewohner stammten teilweise aus Ostpolen, das an die Sowjetunion gefallen war. Heute ist Kucharzowice Teil der Landgemeinde Wiązów.

## Sehenswürdigkeiten
- Die römisch-katholische Pfarrkirche St. Andreas (poln. Kościół św. Andrzeja Apostoła) wurde 1335 erstmals erwähnt. Der heutige steinerne Bau stammt aus dem 16. Jahrhundert, welcher Anfang des 19. Jahrhunderts erneuert und ausgebaut wurde. 1945 wurde der Kirchenbau teilweise zerstört und bis 1950 wieder aufgebaut.[7]